# إينيس أريدوندو
إينيس أريدوندو (بالإسبانية: Inés Arredondo)‏ هي كاتِبة مكسيكية، ولدت في 20 مارس 1928 في كولياكان في المكسيك، وتوفيت في 2 نوفمبر 1989 في مدينة مكسيكو في المكسيك.